# Visions of Europe
Visions of Europe — двойной концертный альбом финской пауэр-метал-группы Stratovarius, вышедший в 1998 году. Альбом был записан во время выступлений группы 11 сентября 1997 года в Италии и 14 сентября 1997 года в Греции.

## Список композиций
Вся музыка — Толкки. Все тексты — Котипелто/Толкки.

### Диск 1
Вступительный трек — 1:34
1. «Forever Free» — 6:35 (Visions, 1997)
2. «Kiss of Judas» — 6:39 (Visions, 1997)
3. «Father Time» — 5:08 (Episode, 1996)
4. «Distant Skies» — 4:33 (Fourth Dimension, 1995)
5. «Season of Change» — 7:18 (Episode, 1996)
6. «Speed of Light» — 3:35 (Episode, 1996)
7. «Twilight Symphony» — 7:16 (Fourth Dimension, 1995)
8. «Holy Solos» — 11:13 (компиляция из импровизаций и «Holy Light» с Visions, 1997)

### Диск 2
1. «Visions (Southern Cross)» — 10:10 (Visions, 1997)
2. «Will the Sun Rise?» — 6:57 (Episode, 1996)
3. «Forever» — 3:47 (Episode, 1996)
4. «Black Diamond» — 6:14 (Visions, 1997)
5. «Against the Wind» — 5:45 (Fourth Dimension, 1995)
6. «Paradise» — 4:53 (Visions, 1997)
7. «Legions» — 6:37 (Visions, 1997)

## Участники записи
- Тимо Котипелто — вокал
- Тимо Толкки — гитара
- Яри Кайнулайнен — бас-гитара
- Йенс Юханссон — клавишные
- Йорг Михаэль — барабаны